# ショッピングプラザ ウエッキー
ショッピングプラザ ウエッキー（Shopping Plaza WECKY）は、熊本県熊本市北区植木町舞尾にある総合ショッピングセンター。略称はウエッキー (WECKY)。正式名称は植木ショッピングプラザ。

## 施設概要
- 所在地:熊本県熊本市北区植木町舞尾620番地
- 建物構造：鉄骨造2階建
- 敷地面積：15,830m2
- 建築延面積：6,983m2
- 売場面積：3,761m2
- 店舗数:10店舗
- 駐車場:450台

## 館内店舗

### 現在の館内店舗
1F
- 三河屋スーパー (野菜、一般食品、精肉、ギフト、酒)
- オアシス（鮮魚、寿司、弁当、総菜）
- お惣菜の美味小家（惣菜）
- ユア・ファーマシー薬局（薬）
- シューズプラザ　エムズ（靴）
- でんきのゆうでんチェーン　ウエッキー店（総合家電）
- エム・シー・オザワ（眼鏡）
- 宮崎菓舗（軽食、饅頭）
- ホワイト急便（クリーニング）
- 彩フレンド（婦人服）
- ひまわり（美容室）
- ライズ（理容室）
- 佐とう製茶（茶）
- 花だより（花）
- 熊本市高齢者支援センターささえりあ　植木（地域包括支援センター）
- リラクゼーション「ほぐし」（マッサージ）
- インフォメーションコーナー

2F
- キナッセ（総合衣料）
- 光多制服（制服）
- ザ・ダイソー（100円均一）
- 睡眠雑貨ネムリヘふとん店（寝具）
- ファッションブティック サファイヤ（婦人服）
- あさひ歯科クリニック（歯科）
- デイサービス ウエッキー
- 保育室　ウエッキー